# Existentia
Existentia è il quinto album della band Trail of Tears.

## Tracce
1. Deceptive Mirrors – 4:28
2. My Comfort – 4:37
3. Venom Inside My Veins – 4:42
4. Decadence Becomes Me – 4:20
5. She Weaves Shadows – 4:48
6. The Closing Walls – 4:50
7. Empty Room – 4:35
8. Poisonous Tongues – 4:18
9. As It Penetrates – 4:12
10. Shades Of Yesterday – 4:15

## Formazione
- Ronny Thorsen - voce
- Kjetil Nordhus - voce
- Runar Hansen - chitarra
- Kjell Rune Hagen - basso
- Jonathan Perez - batteria

### Ospiti
- Emmanuelle Zoldan - soprano
- Bernt Moen - tastiere